# Martin Brenner
Martin Brenner, magyaros írásmóddal Brenner Márton (Beszterce, ? – Nagyszeben, 1553. január 24.) orvos, evangélikus lelkész.
Tanult a bécsi és bázeli egyetemen; 1542-től a besztercei káptalanhoz tartozó Besenyőn volt lelkész, de ezen hivataláról később lemondott és Nagyszebenben élt. Sírja a nagyszebeni evangélikus plébániatemplomban található.
1543-ban Bázelben kiadott Bonfini történeti munkájából három decast, vagyis 30 könyvet. Előszavában Mátyás király uralkodását eszményítette. (A kiadás nem az eredeti alapján készült, hanem egy Bornemisza Ferenc gyulafehérvári vikáriustól kapott másolatról.)
Kiadta Brandolini két művét:
- Dialogus ad Matthiam invictissimum regem et Beatricem reginam, de vitae humanae conditione et corporis aegritudine toleranda (Bázel, 1540. és Bécs, 1541.), melyhez ajánlást írt Gerendi Miklós erdélyi püspökhöz
- Paradoxa Lippi Brandolini Aurelii (Bázel, 1543).